# Чернушка грустная
Чернушка грустная, или чернушка меланхолическая, (лат. Erebia melancholica) — дневная бабочка из семейства бархатниц, вид рода Erebia.

## Этимология названия
Melancholica (греческий melas — чёрный + chole — желчь) — меланхолическая; название отражает поведение бабочек, летающих медленно и неохотно.

## Описание
Длина переднего крыла — 20—23 мм. Глазчатые пятна на верхней стороне задних крыльев расположены каждое в собственном красно-коричневом кольце или непосредственно на основном фоне. У самцов переднее крыло без андрокониального поля.

## Ареал и места обитания
Большой Кавказ (субальпийский пояс и нижняя часть альпийского пояса северного склона от хребта Аибга в Краснодарском крае до Дагестана), западная часть Малого Кавказа, Закавказье, Турция (Лазистанский хребет и Агрыдаг).
Бабочки населяют субальпийские и отчасти альпийские злаковые луга от 1800 до 3000 м над уровнем моря.

## Биология
За год развивается в одном поколении. Время лёта длится с середины июля до конца августа. Бабочки преимущественно держатся на полянах у окраины леса, часто сидят на траве либо почве. Летают относительно вяло и неохотно. Самцы не проявляют территориального поведения и агрессии по отношению друг к другу. Бабочки питаются нектаром цветков различных цветущих растений.
Самцы и самки во время спаривания сидят в дерновинах злаков, гораздо реже — на сухих злаковых стеблях, при этом самка часто широко раскрывает крылья. Самки откладывают яйца поштучно на сухие либо зелёные листья и стебли злаковых. Яйцо овальной формы, несколько ребристое, беловато-охристого цвета, матовое, высотой около 1,2 мм. Стадия яйца длится 9—10 дней. Вышедшие гусеницы мало питаются и уходят на зимовку будучи в первом возрасте. Существует две формы окраски гусениц. Большинство из них имеют светло-коричневый основной цвет, а около 10 % — светло-зелёный. Кормовое растение гусениц — мятлик. Гусеницы ведут преимущественно скрытный образ жизни и даже в ночное время кормятся внутри куртин злаков. Вырастают к концу своего развития до длины 30—32 мм. Окукливаются в почве.